# Brits Israël
Brits Israël (ook wel Anglo Israël genoemd) is het pseudohistorische geloof dat de Kelten en Germanen, en speciaal de inwoners van Engeland en West-Europa, oorspronkelijk de verloren 10 stammen van het noordelijke koninkrijk Israël zijn die door de Assyriërs waren weggevoerd. Binnen dit gedachtegoed is ook het blanke gedeelte van de Verenigde Staten onderdeel van de verloren stammen. Immers het zijn Europese immigranten met dezelfde raciale achtergrond.

## Achtergrond
Deze Israëlieten zouden niet geassimileerd zijn in de bevolking van het Assyrische rijk, zoals de meeste historici veronderstellen, maar via Turkije, de Kaukasus, zuidelijk Rusland naar West- en Noord-Europa zijn getrokken. Daar zouden ze zich hebben vermengd met de oorspronkelijke bevolking en zo mee de voorouders zijn geworden van de Germanen en Kelten. Verder zou bij de val van Jeruzalem door toedoen van de Babyloniërs de laatste telg uit het huis van David naar Ierland zijn gevlucht en zo het huis David hebben voortgezet. Zijn nakomelingen zouden de verschillende koninklijke dynastieën van Ierland, Schotland en Engeland vormen.

## Geschiedenis
Aanhangers van de theorie verwijzen vaak naar de Declaration of Arbroath uit het jaar 1320, die wordt beschouwd als de Schotse onafhankelijkheidsverklaring. In deze brief aan paus Johannes XXII stellen de Schotten dat zij als natie een minstens even oude en respectabele afkomst hebben als de Engelsen die zeggen af te stammen van de mythische Brutus van Troje. De brief spreekt over voorouders die uit Scythia via Spanje in Schotland terecht zijn gekomen. Hierbij vergelijken ze hun aankomst in Schotland met de  Exodus van het volk Israël. Ook refereren ze aan "de Koning van koningen en de Heer van heren, Jezus Christus", die hun, hoewel ze waren neergestreken "aan de uithoeken van de aarde", de apostel Andreas stuurde om hen tot het geloof te brengen. Een andere vereenzelviging met Israël is de vergelijking van hun koning Robert met sterke leiders van vroeger, namelijk Judas Makkabeüs en Jozua, die zich ook met dezelfde moed, inspanning en zelfopoffering voor hun volk hadden ingezet. Dat er in loop van de geschiedenis vele mensen overtuigd zijn geweest van hun Israëlitische afkomst, blijkt uit de vele boeken die zij schreven.

## Aanhang
Deze theorie was populair rond 1900 en had zelfs volgelingen in het Britse koningshuis, zoals koningin Victoria. Na de Eerste Wereldoorlog verminderde de populariteit ervan, maar ook tegenwoordig zijn er nog aanhangers, vooral in protestantse kringen. In Nederland is ook een kleine groepering die de Brits-Israël-visie aanhangt. Ook in Zuid-Afrika zijn er volgelingen van dit gedachtegoed, en in de Verenigde Staten zijn er binnen diverse groepen, die vaak bekendstaan als Christian Identity, aanhangers van dit geloof te vinden.

## Antisemitisme
Sommige hedendaagse Brits Israël-gelovigen menen dat de tegenwoordige Joden, in het bijzonder de Europese Asjhkenaziem, voor een groot deel 'valse joden' zijn en in werkelijkheid nakomelingen van de Chazaren zijn. Dit was een steppevolk ten noorden van de Kaukasus, dat rond 800 tot het jodendom zou zijn overgegaan. Hun nakomelingen zouden later naar Europa zijn getrokken. Deze redenatie werd tevens gedeeld door de nazi's, die haar in hun rassentheorie verwerkten. In tegenstelling tot deze modernere varianten van het Brits-Israël-geloof, zoals de Christian Identity-beweging, was dit geloof vroeger helemaal niet anti-Joods maar juist pro-Joods. De Europese Joden werden toen gezien als de nakomelingen van de stammen Benjamin en  Juda.

## Archeologische onderbouwing
De archeoloog E. Raymond Capt heeft met diverse boeken willen aantonen dat er in de oudheidkunde bewijs te vinden is voor het verbinden van de oude Israëlieten met de huidige westerse volken.